# Got7
Got7 (stylisé en majuscule, hangeul: 갓세븐, RR : Gatsebeun) est un boys band sud-coréen, originaire de Séoul. Il est formé par JYP Entertainment le 16 janvier 2014. Le groupe est composé de sept membres se prénommant JB, Mark, Jackson, Jinyoung, Youngjae, BamBam et Yugyeom. Le groupe est multinational avec des membres originaires de Corée du Sud, de Hong Kong, de Thaïlande et des États-Unis.
Leur premier extended play, Got It? est sorti le 20 janvier 2014. Le 22 octobre 2014, ils débutent au Japon avec la sortie du single japonais Around the World.
Depuis leur début au 17 août 2019, ils ont vendu plus de trois millions de disques physiques seulement en Corée du Sud. 
En janvier 2020, leurs fans ont décidé de leur offrir une galaxie, NGC 278, pour le sixième anniversaire du groupe et ont surnommé cette galaxie Got7 en leur honneur.
Le 19 janvier 2021, tous les membres de GOT7 ne souhaitant pas renouveler avec leur agence quittent la JYP Entertainment de façon définitive. Ils ont adressé à ce propos une lettre manuscrite à leurs fans en annonçant que les sept membres vont continuer à collaborer ensemble dans le futur sous leur même nom de groupe : GOT7.
Le 20 février 2021, une nouvelle chaîne YouTube est ouverte à leur nom, et le single « Encore » est dévoilé, accompagné d’un clip. C'est leur première sortie sous le nouveau label du groupe, Warner Music Korea, bien que les membres poursuivent en parallèle des carrières solo sous d'autres labels.
Le 23 mars 2022, le groupe sort leur premier EP sous Warner Music Korea, intitulé Got7.
Le 20 janvier 2025, le groupe sort un nouvel album "Winter Heptagon" dont "Python" est la chanson titre.

## Biographie

### Origines (2012 à 2013)
Deux des membres, JB et Jinyoung, ont à l'origine débuté dans le duo JJ Project en 2012 avec Bounce, tandis que Mark, Jackson, BamBam et Yugyeom ont fait une apparition dans l'épisode quatre du concours Who is Next: Win de Mnet, qui a été diffusé le 6 septembre 2013.

### Got It?etIdentify(2014)

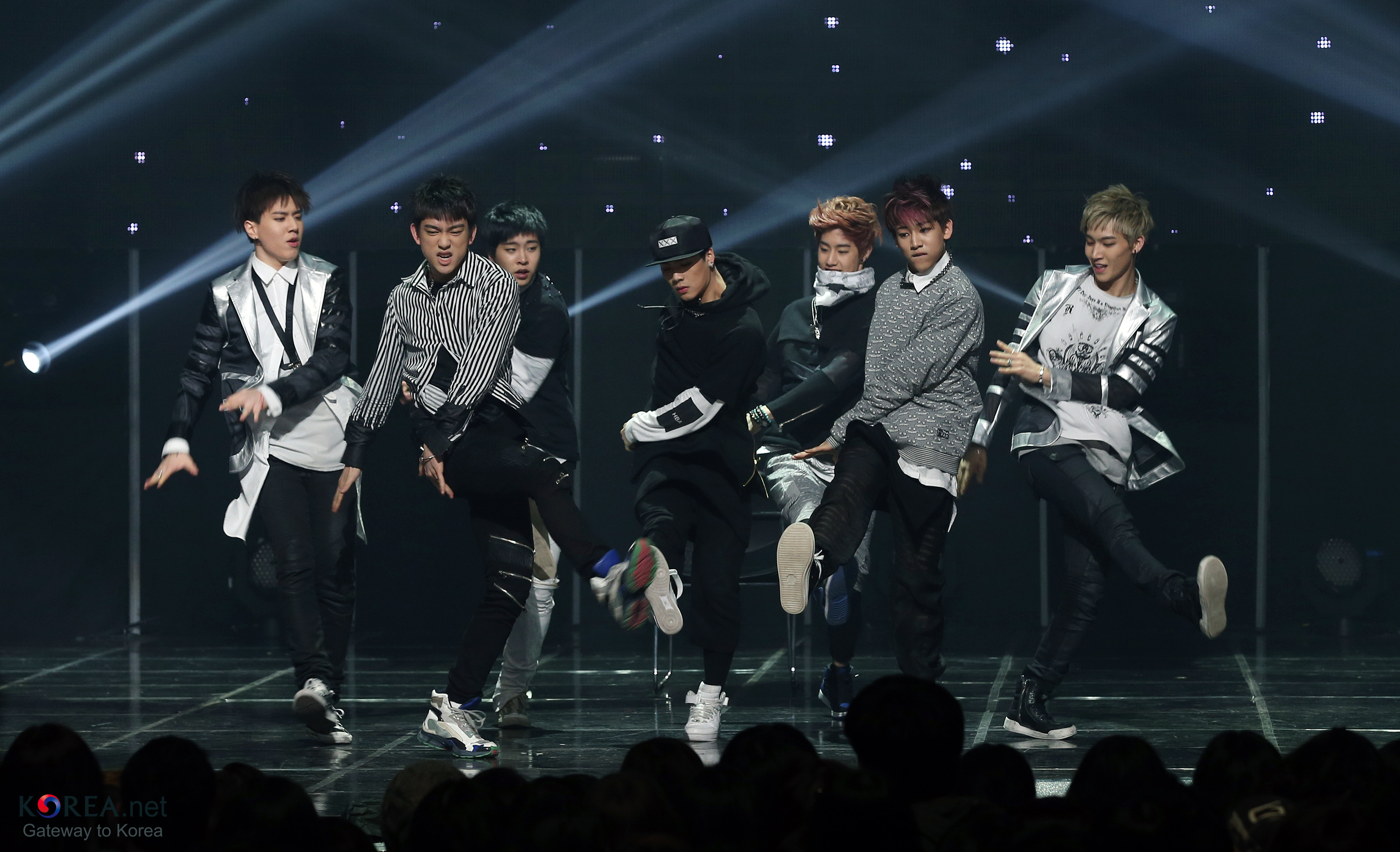
Got7 sur scène au M Countdown.

Le groupe sort son premier extended play, Got It?, le 20 janvier 2014. L'album atteint la 1re place sur le Billboard World Albums Chart et la 2e place sur le Gaon Album Chart. Got7 fait ses débuts officiels sur scène le 16 janvier 2014 au M Countdown de Mnet, interprétant leur premier single Girls Girls Girls.
Got7 signe avec le sous-label de Sony Music Entertainment, Epic Records Japan pour poursuivre ses activités au Japon et monter sur scène le 4 avril à Tokyo,. Leur deuxième extended play, nommé Got Love, est sorti le 23 juin, le même jour, le clip vidéo du titre principal, A, est mis en ligne. Il est écrit et produit par J. Y. Park,. Le 18 novembre, le groupe sort son premier album studio, Identify, ainsi que le clip vidéo du titre principal, Stop Stop It. Identify se positionne au top du classement hebdomadaire de Gaon pour sa première semaine de sortie et Stop Stop It se place 4e du Billboard World Digital Songs Chart,.

### Love TrainetMad(2015)

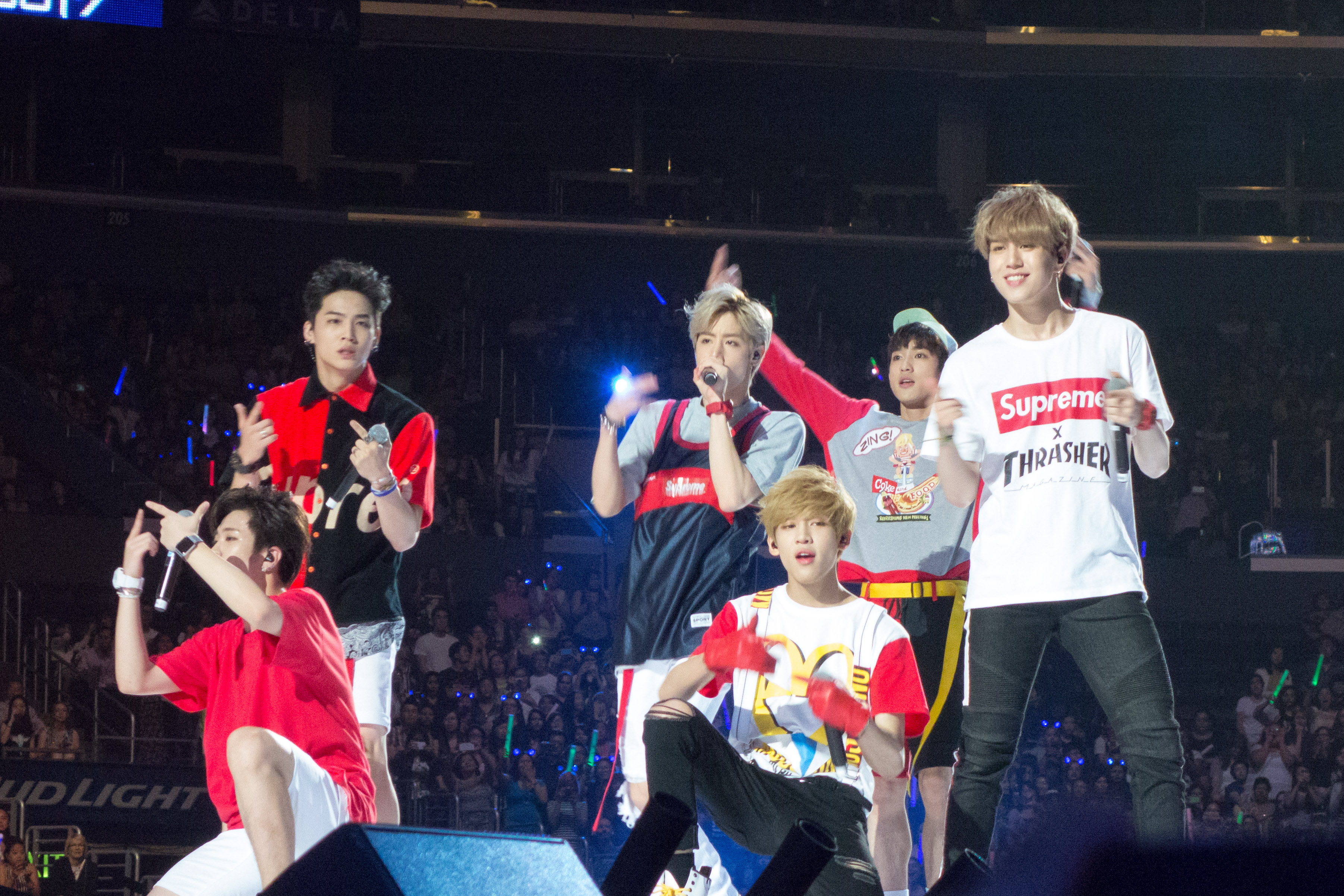
Got7, sans Jackson, à la Kcon 2015 à Los Angeles.

Le 10 juin 2015, le groupe sort son second single japonais Love Train. Le single débute à la 4e place de l'Oricon Singles Chart et à la 1re place du Japanese Ringtone Chart Recochoku. Got7 a également tenu plusieurs rencontres avec ses fans à Tokyo et Osaka au Japon.
Le groupe sort son troisième extended play, Just Right le 13 juillet 2015, le même jour que la mise en ligne du clip vidéo pour le titre principal du même nom. Le clip vidéo de Just Right dépasse le million de vues en moins de douze heures, la chanson est saluée par le public pour son message positif, Got7 explique, dans cette chanson, à une jeune fille qu'elle est parfaite telle qu'elle est et qu'elle n'a pas besoin de changer,. Le titre se place 3e au Billboard World Digital Songs Chart, et restera dans le top trois pendant deux semaines d'affilée.
Got7 sort son troisième single Laugh Laugh Laugh le 23 septembre. Il est disponible en trois versions différentes. Got7 sort son quatrième extended play, Mad, le 29 septembre avec le clip vidéo du titre principal If You Do,. Le jour suivant la sortie de l'extended play, il est classé 1er sur le classement iTunes de six pays différents.
Le 6 octobre 2015, Got7 remporte son premier trophée sur un programme de classement musical avec If You Do. Le 16 novembre, les garçons ont annoncé la sortie d'un nouvel opus, une réédition de l'extended play Mad. Ainsi le 23 novembre, le clip vidéo de Confession Song est mis en ligne, titre issu de leur album repackage Mad: Winter Edition.

### Flight Log: DepartureetTurbulence(2016)

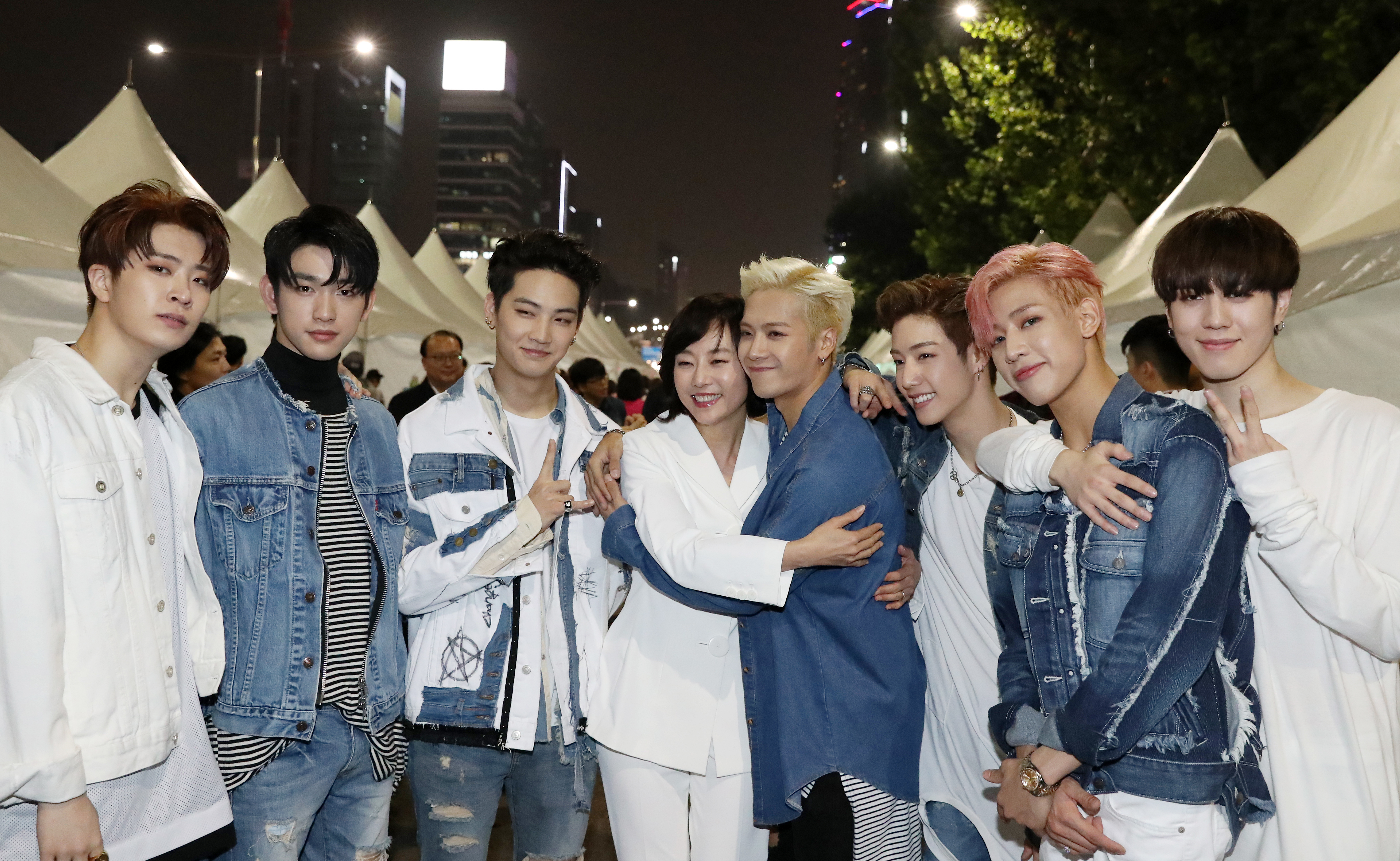
Got7 avec Cho Yoon-sun, la Ministre de la Culture, Sports et Tourisme en septembre 2016.

Le 26 février 2016, à minuit heure de Séoul, JYP Entertainment dévoile une image aguiche pour le retour du groupe, qui se fera le 21 mars. Après cette annonce, de nombreuses aguiches ont suivi,,,,,. Ainsi, le 21 mars le groupe est de retour avec son cinquième extended play nommé Flight Log: Departure promu par le titre Fly, dont le clip vidéo est mis en ligne le même jour. Peu de temps après sa sortie, l'extended play était déjà en première place des Top Albums de iTunes à Taïwan. Il était également second dans les classements de Singapour et de Thaïlande, troisième en Indonésie, sixième à Hong Kong et enfin, huitième aux Philippines.
Le 12 avril, les garçons continuent les promotions de l'extended play mais cette fois-ci avec un autre titre, Home Run. Got7 tient sa première tournée de concerts en solo nommée Fly Tour les 29 avril et 30 avril à Séoul. Cependant, JB n'a pas pu être présent aux concerts du groupe à cause d'un problème survenu au dos. La tournée continua avec d'autres dates en Chine, au Japon, en Thaïlande, à Singapour et aux États-Unis durant l'été. Le 27 septembre, le groupe marque son retour avec son second album studio nommé Flight Log: Turbulence accompagné par le clip vidéo du titre principal, Hard Carry.

### Flight Log: ArrivaletMy Swagger(2017 - 2021)
En février 2017, la G+ Star Zone ouvre de nouveau, avec des portraits grandeur nature de Got7.
Le 13 mars, sort le troisième extended play de la trilogie Flight Log, Flight Log: Arrival promu par le titre Never Ever. L'extended play se vend à 220 000 exemplaires, rien qu'en précommandes, et à 310 000  après sa sortie le 14 avril. Flight Log: Arrival est classé premier des classements Gaon et Hanteo en mars.
Le 24 mai, le groupe publie le single japonais My Swagger qui atteint la première place du Billboard japonais, et la deuxième place de l'Oricon.

### Nouveau Départ(2021 - jusqu’à aujourd’hui)
Le 10 janvier 2021 le groupe quitte officiellement JYP Entertainment.
Tous les membres ont signé individuellement dans diverses agences pour commencer leur carrière solo et continuent à exister en tant que groupe Got7 sous le label Warner Music Korea.
Le 20 février 2021, une nouvelle chaîne YouTube est ouverte sur le nom Got7 en y publiant un MV de la chanson « Encore » dans laquelle le groupe annonce qu'ils continuent à exercer en tant que groupe Got7.

## Membres
| Nom de scène, | Nom de scène, | Nom de naissance   | Nom de naissance    | Date de naissance | Nationalité           | Positions                                                      |
| Nom           | Coréen        | Romanisé           | Cor./jap./chi./thaï | Date de naissance | Nationalité           | Positions                                                      |
| ------------- | ------------- | ------------------ | ------------------- | ----------------- | --------------------- | -------------------------------------------------------------- |
| Mark          | 마크          | Mark Yi-eun Tuan   | 段宜恩              | 4 septembre 1993  | Américano / Taïwanais | Rappeur principal, danseur, visuel et hyung (le plus âgé)      |
| JayB          | 제이비        | Im Jae-beom        | 임재범              | 6 janvier 1994    | Sud-coréenne          | Leader, chanteur principal et danseur                          |
| Jackson       | 잭슨          | Wang Ga-yi         | 王嘉爾              | 28 mars 1994      | Hongkongaise          | Rappeur principal, danseur et visual                           |
| Jinyoung      | 진영          | Park Jin-young     | 박진영              | 22 septembre 1994 | Sud-coréenne          | Chanteur secondaire, danseur, rappeur et centre                |
| Youngjae      | 영재          | Choi Young-jae     | 최영재              | 17 septembre 1996 | Sud-coréenne          | Chanteur principal et danseur                                  |
| BamBam        | 뱀뱀          | Kunpimook Bhuwakul | กันต์พิมุกต์ ภูวกุล        | 2 mai 1997        | Thaïlandaise          | Rappeur secondaire et danseur                                  |
| Yugyeom       | 유겸          | Kim Yu-gyeom       | 김유겸              | 17 novembre 1997  | Sud-coréenne          | Danseur principal, chanteur, rappeur et maknae (le plus jeune) |

## Discographie

### Albums studio

#### Sud-coréens
- 2014 : Identify
- 2016 : Flight Log : Turbulence
- 2018 : Present : You
- 2020 : Breath of Love: Last Piece

#### Japonais
- 2016 : Moriagatteyo

### EP

#### Sud-coréens
- 2014 : Got It?
- 2014 : Got Love
- 2015 : Just Right
- 2015 : Mad
- 2016 : Flight Log : Departure
- 2017 : Flight Log : Arrival
- 2017 : 7 for 7
- 2018 : Eyes on You
- 2019 : Spinning Top : Between Security & Insecurity
- 2019 : Call My Name
- 2020 : Dye
- 2022 : Got7
- 2025 : Winter Heptagon

#### Japonais
- 2016 : Hey Yah
- 2017 : Turn Up
- 2019 : I Won't Let You Go
- 2019 : Love Loop

## Tournées et concerts

### Tournées

#### Mondiales
- 2016 : "Fly" 2016 1st World Tour
- 2018 : "Eyes on You" 2018 World Tour
- 2019 : "Keep Spinning" 2019 World Tour

#### Japonaises
- 2014 : 1st Japan Tour 2014 "Around the World"
- 2016 : Japan Tour 2016 "Moriagatteyo"
- 2017 : Japan Showcase Tour 2017 "Meet Me"
- 2017 : Japan Arena Special 2017 "My Swagger"
- 2017 : Japan Tour 2017 "Turn Up"
- 2018 : Japan Connecting Hall Tour 2018 "The New Era"
- 2018-2019 : Japan Arena Special 2018-2019 "Road 2 U Tour"
- 2019 : Japan Tour 2019 "Our Loop"

### Concerts

#### Collaborations
- 2014 : JYP Nation 2014 "One Mic"